# Шербрук
Ше́рбрук (фр. Sherbrooke) — місто у провінції Квебек (Канада), у регіоні Естрі (фр. Estrie). Розташоване у місці, де зливаються річки Магог (фр. Magog) та Сен-Франсуа (фр. Saint-François).

## Історія
Місто існує з 1802 року. Його другою датою народження є 1 січня 2002, коли старий Шербрук було об'єднано з муніципалітетами Аскот (Ascot), Бромптонвіль (Bromptonville), Довіль (Deauville), Фльорімон (Fleurimont), Ленноксвіль (Lennoxville), Рок Форест (Rock Forest) та Сент-Елі-д'Орфор (Saint-Élie-d'Orford).
Місто було засноване американськими лоялістами, що переселилися до Квебеку після проголошення незалежності Сполученими Штатами. Назване на честь Сера Джона Шебрука (англ. Sir John Coape Sherbrooke) — губернатора британських колоній у Північній Америці у 1816—1818 роках.

## Населення
Більшість населення міста — корінні квебекуа. Також помітною є англомовна громада, яка живе переважно у колишньому муніципалітеті Ленноксвіль.
Шербрук — університетське місто. Щороку тисячі студентів приїжджають сюди зі всього Квебеку, а також з інших провінцій Канади і з-за кордону.

## Освіта
У Шербруку — два університети:
- Шербрукський університет (фр. Université de Sherbrooke) — франкомовний;

- Університет Бішопс (англ. Bishop's University) — англомовний.

Шербрукський університет було визнано найкращим франкомовним університетом Північної Америки.